# Tramwaje w Toruniu

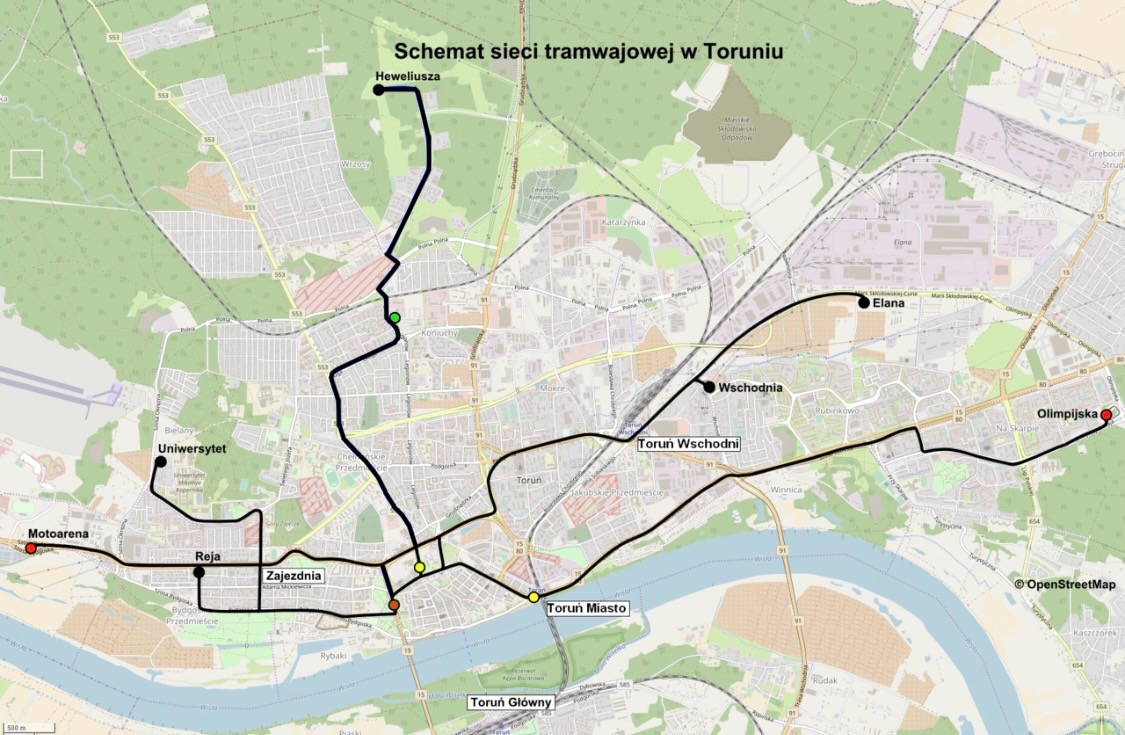
Mapa linii tramwajowych w Toruniu

Początek komunikacji tramwajowej w Toruniu datuje się na rok 1891. Linie obsługuje Miejski Zakład Komunikacji w Toruniu. System składa się z 7 linii dziennych. Tramwaje poruszają się po torach o rozstawie szyn 1000 mm.
Komunikacja tramwajowa nie jest głównym środkiem transportu w Toruniu, ale stanowi jego ważny element. Cała sieć znajduje się w granicach administracyjnych miasta. Większość tras jest dwutorowa, wyjątkiem jest pętla uliczna na Bydgoskim Przedmieściu. Cała sieć znajduje się w części miasta położonej na prawym brzegu Wisły – łączy tereny wschodnie, zachodnie oraz północne. Torowiska biegną głównie przez tereny zurbanizowane (mieszkalne), wyjątkiem jest torowisko od ulicy Wschodniej do pętli Elana (tereny przemysłowe).

## Historia

### Okres niemiecki 1891–1918
Pierwszy tramwaj konny pojawił się w Toruniu 16 maja 1891 roku. Pierwsze wozy zaczęły kursy z Bydgoskiego Przedmieścia na Dworzec kolejowy Toruń Miasto przez: Rynek Staromiejski i ul. Szeroką, a przy ulicy Sienkiewicza zbudowano pierwsze budynki zajezdni (wozownię i stajnię). W 1893 roku pierwsza linia w mieście przewiozła ponad 550 tysięcy pasażerów przy 21 osobach całego personelu. Budowę i eksploatację tramwajów konnych prowadziło berlińskie przedsiębiorstwo Havestadt Contag. W 1898 roku komunikację tramwajową w mieście przejęła firma Towarzystwo Akcyjne Elektrizitäts Gesellschaft Felix Singer z Berlina, która w ciągu półtora miesiąca przebudowała tabor i linię w elektryczny tramwaj (linia ta, podobnie jak w następnych latach, była jednotorowa). Pod koniec 1901 roku komunikacja tramwajowa przeszła do firmy Zakłady Elektryczne miasta Toruń. Trasa pierwszej elektrycznej linii nr 1 biegła ulicami: (w dzisiejszym brzmieniu ich nazw) Bydgoska, Chopina, pl. Rapackiego, Kopernika, św. Ducha, Rynek Staromiejski, Szeroka, Królowej Jadwigi, Rynek Nowomiejski, św. Jakuba, pl. św. Katarzyny, Dworzec Toruń Miasto. Od czasu elektryfikacji sieci tramwajowej sukcesywnie zwiększano liczbę linii kursujących po mieście. W 1899 roku uruchomiono linię nr 2 łączącą centrum Torunia z wówczas jeszcze podmiejską wsią, a od 1906 roku osiedlem Mokre. Na rok 1903 przypadła budowa pętli ulicznej okalającej sporą część Bydgoskiego Przedmieścia, w cztery lata później uruchomiono linię nr 3, która połączyła Rynek Staromiejski z Chełmińskim Przedmieściem.

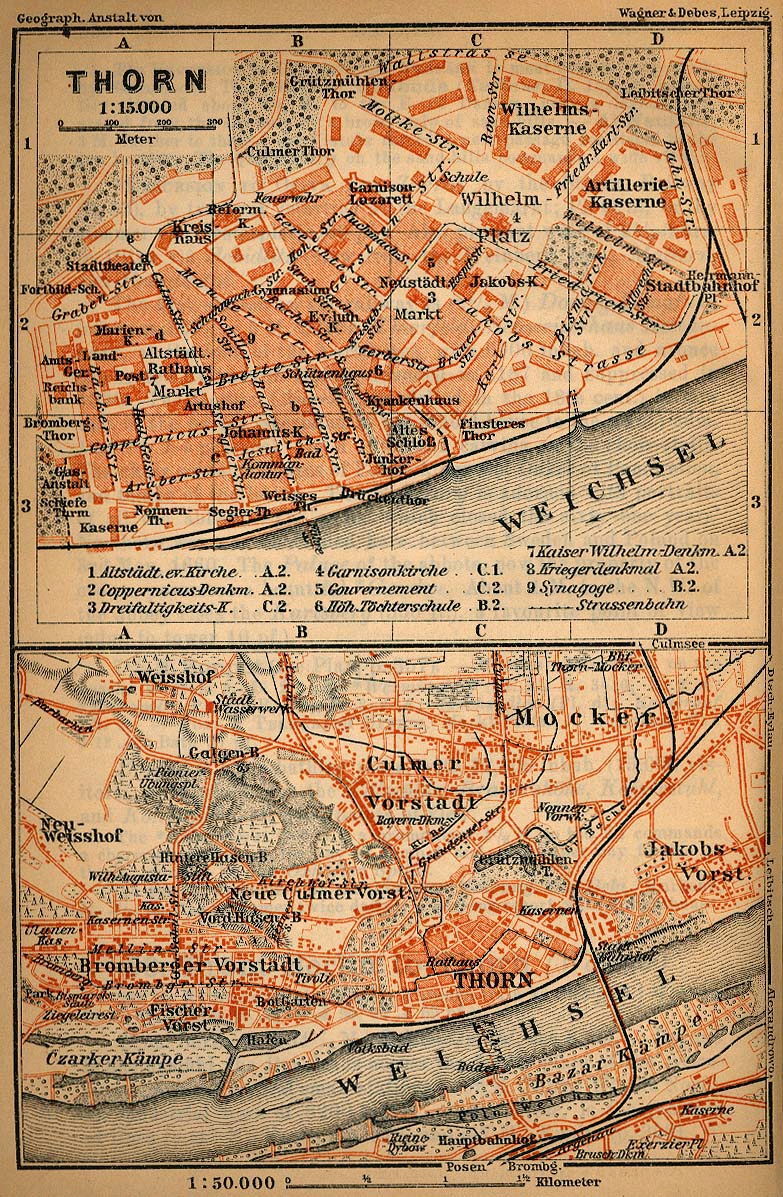
Plan Torunia z 1910 roku z siecią tramwajową

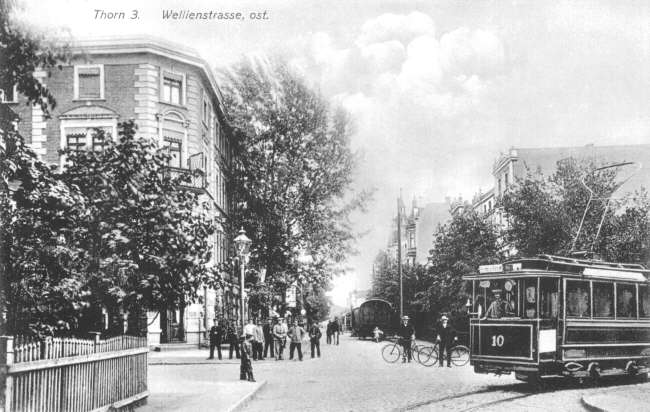
Tramwaj na ulicy Mickiewicza/Sienkiewicza, początek XX w.

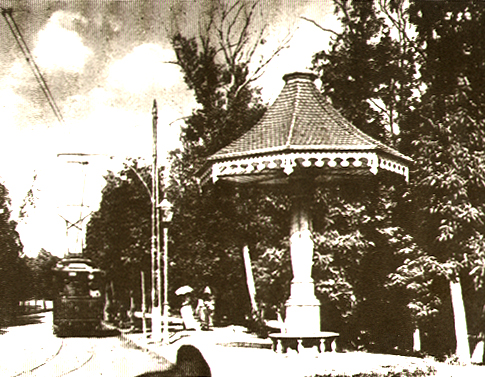
Przystanek tramwajowy przy „grzybku”, czynny w latach 1899–1927

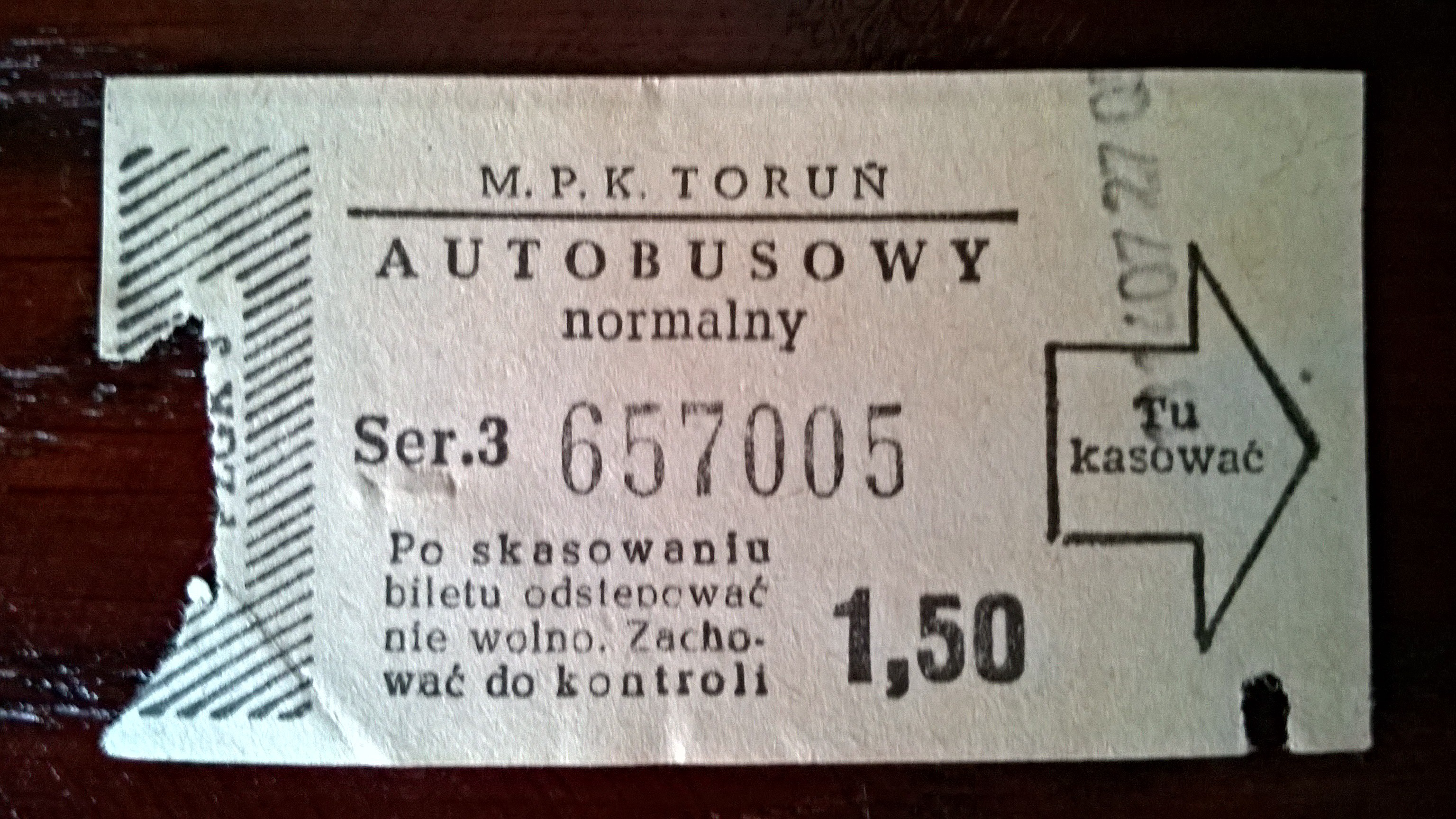
Bilet komunikacji miejskiej z 1977 roku

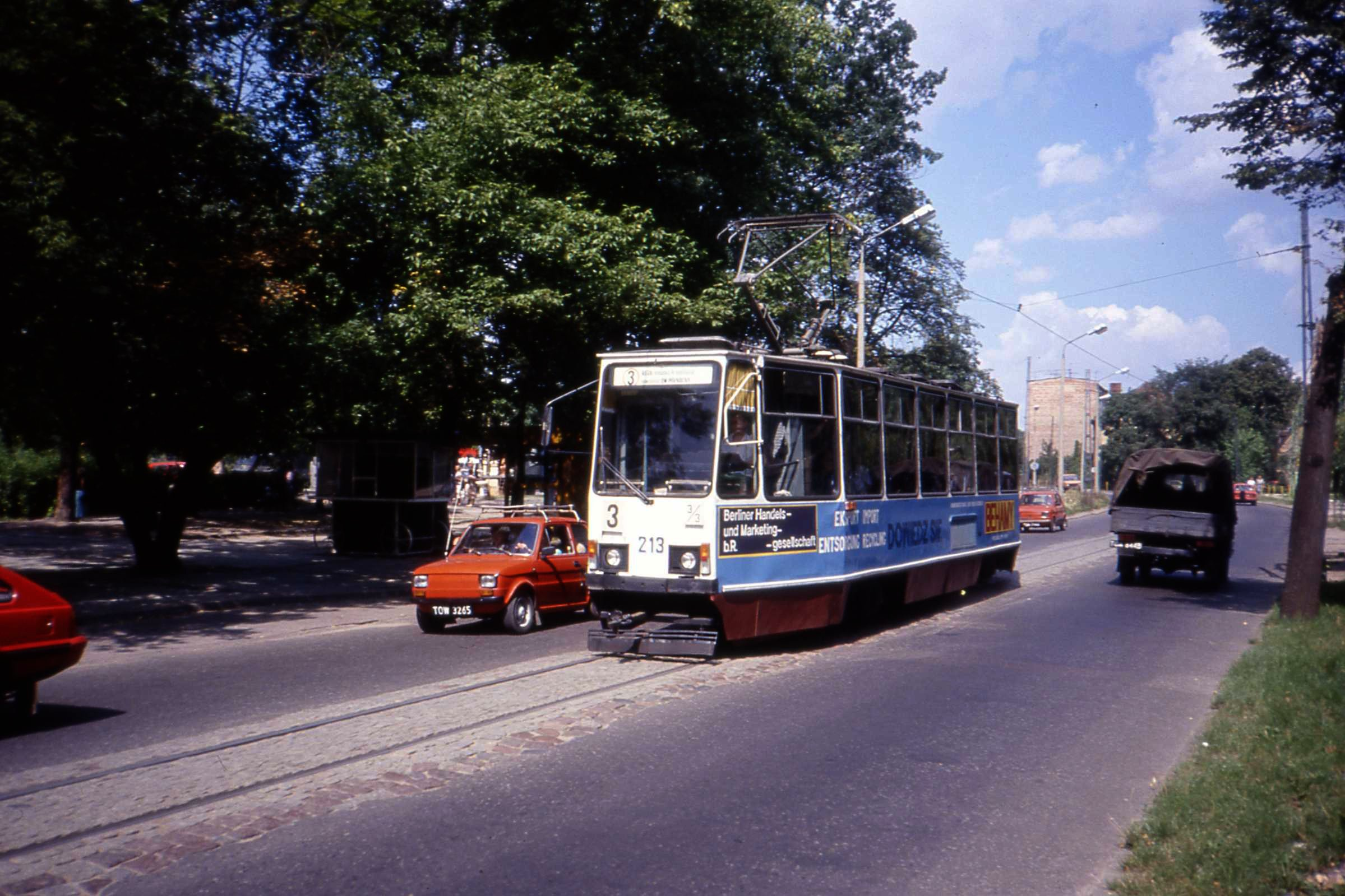
Konstal 805Na na Chełmińskim Przedmieściu – 1990 rok

W 1913 roku niemieckie władze miejskie zaproponowały budowę linii tramwajowej do Podgórza.

### Okres II Rzeczypospolitej 1920–1939
Po I wojnie światowej wystąpiły perturbacje związane z tworzeniem się nowo powstałego państwa polskiego. Brakowało funduszy na sieć tramwajową, co doprowadziło w 1921 roku do trzymiesięcznej przerwy w kursowaniu wszystkich tramwajów na terenie miasta. Po kilku latach zastoju nastąpiło ponowne nasilenie w rozbudowę komunikacji tramwajowe. W 1928 roku rozpoczęto budowę mostu drogowego na Wiśle, który miał stanowić arterię ruchu komunikacyjnego między prawym i lewym brzegiem miasta. Dopiero w czasie budowy przeprawy zdecydowano, że centrum (plac Bankowy, ob. plac Rapackiego) zostanie połączone z Dworcem Toruń Główny linią tramwajową, wcześniej myślano o innych rozwiązaniach np. komunikacja trolejbusowa. Po oddaniu do użytku nowego mostu w 1934 roku, utworzono nową linię nr 4, spięła ona, tak jak wcześniej zakładano, plac Bankowy z Dworcem Toruń Główny i okolicznym Podgórzem – od 1938 roku częścią Torunia. W latach 1934–1935 powstała linia nr 5, łącząca Przedmieścia Jakubskie i Bydgoskie, będąca najdłuższą linią miasta (6,3 km; linia nr 1 miała wówczas 6 km, linia nr 2 – 3,8 km, linie 3 i 4 po około 2 km). W 1936 roku przygotowano dokument pt. Zestawienie inwestycji potrzebnych miastu Toruniowi na lat 10, od 1936 do 1946. W dokumencie założono budowę linii tramwajowej do Kluczyk (na Podgórzu) i do cmentarza przy ul. Grudziądzkiej.
W 1915 roku wprowadzono do toruńskich tramwajów konduktorów. Kilkakrotnie uzupełniano tabor o wozy silnikowe: w 1926 roku – cztery wozy hamburskiej firmy Siemens-Schuckertwerke, w 1929 roku dwa z sanockiej Fabryki Zieleniewskiego i w 1935 roku dwa z Gdańskiej Fabryki Wagonów. To nie wystarczyło, aby liczba i jakość taboru była zadowalająca, tym bardziej że ponad połowa wozów silnikowych (11 z 19) pochodziła z czasów niemieckich. Przed wybuchem II wojny światowej długość torowisk wynosiła 13,5 km.

### Okres okupacji niemieckiej 1939–1945
Przez prawie cały okres okupacji niemieckiej komunikacja tramwajowa (ruch liniowy) funkcjonowała bez większych przeszkód, jedynie linia do Dworca Toruń Główny została zawieszona na skutek wysadzenia mostu przez wojsko polskie (tory tramwajowe na lewym brzegu Wisły od mostu do Dworca Głównego oraz na dwóch przęsłach mostu drogowego zostały w czasie wojny zlikwidowane przez okupanta). Po zbudowaniu przez Niemców mostu drewnianego, linię tę zastąpiono komunikacją autobusową, która z przerwami istniała do 1950 roku. Natomiast dla polskiej załogi przedsiębiorstwa okres okupacji był bardzo trudny. Została ona zdziesiątkowana kampanią wrześniową. Wielu pracowników znalazło się w obozach jenieckich lub na robotach przymusowych.

### 1945–1989

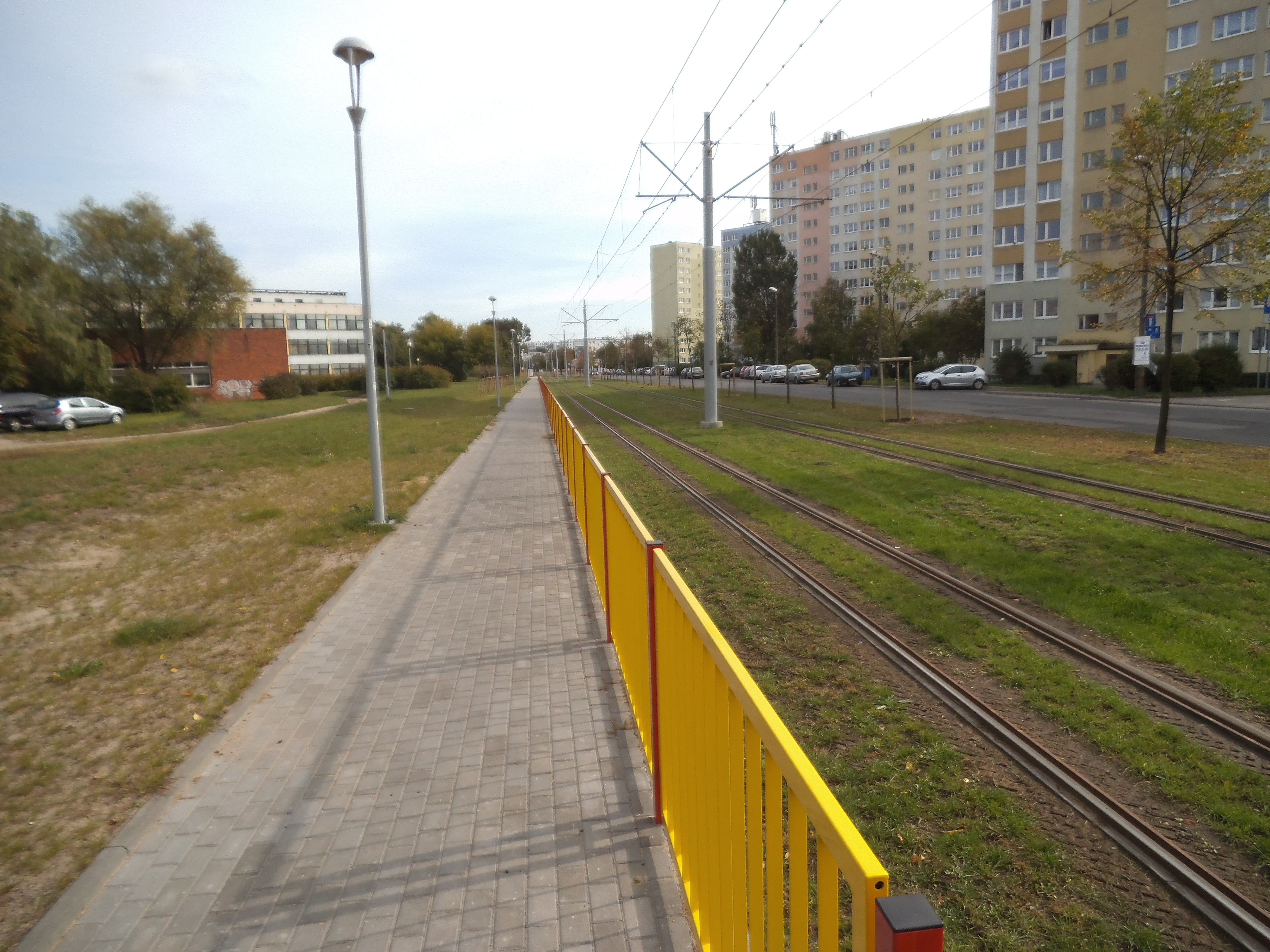
Nowa linia tramwajowa na Bielanach

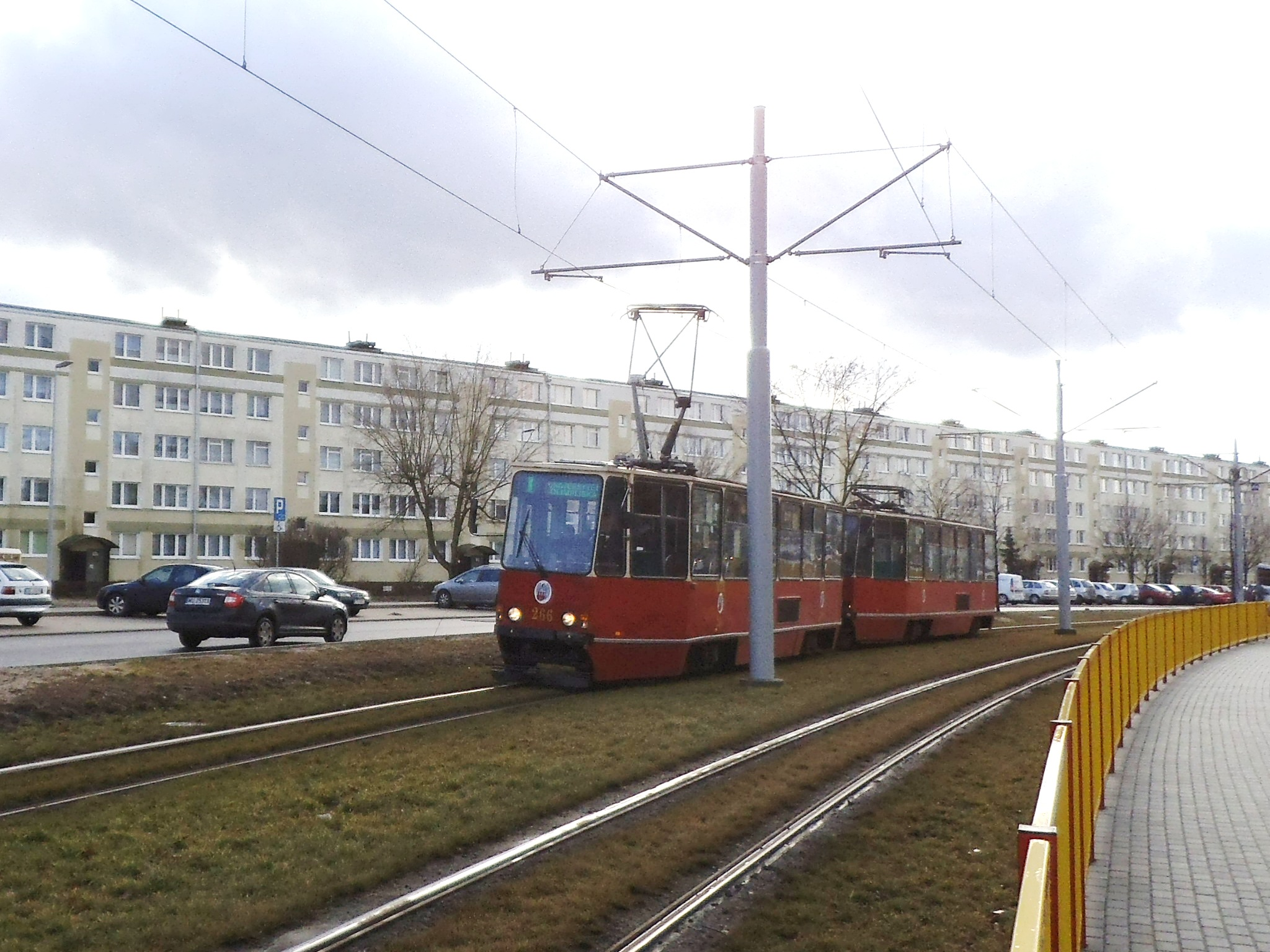
Nowa linia tramwajowa na Bielanach

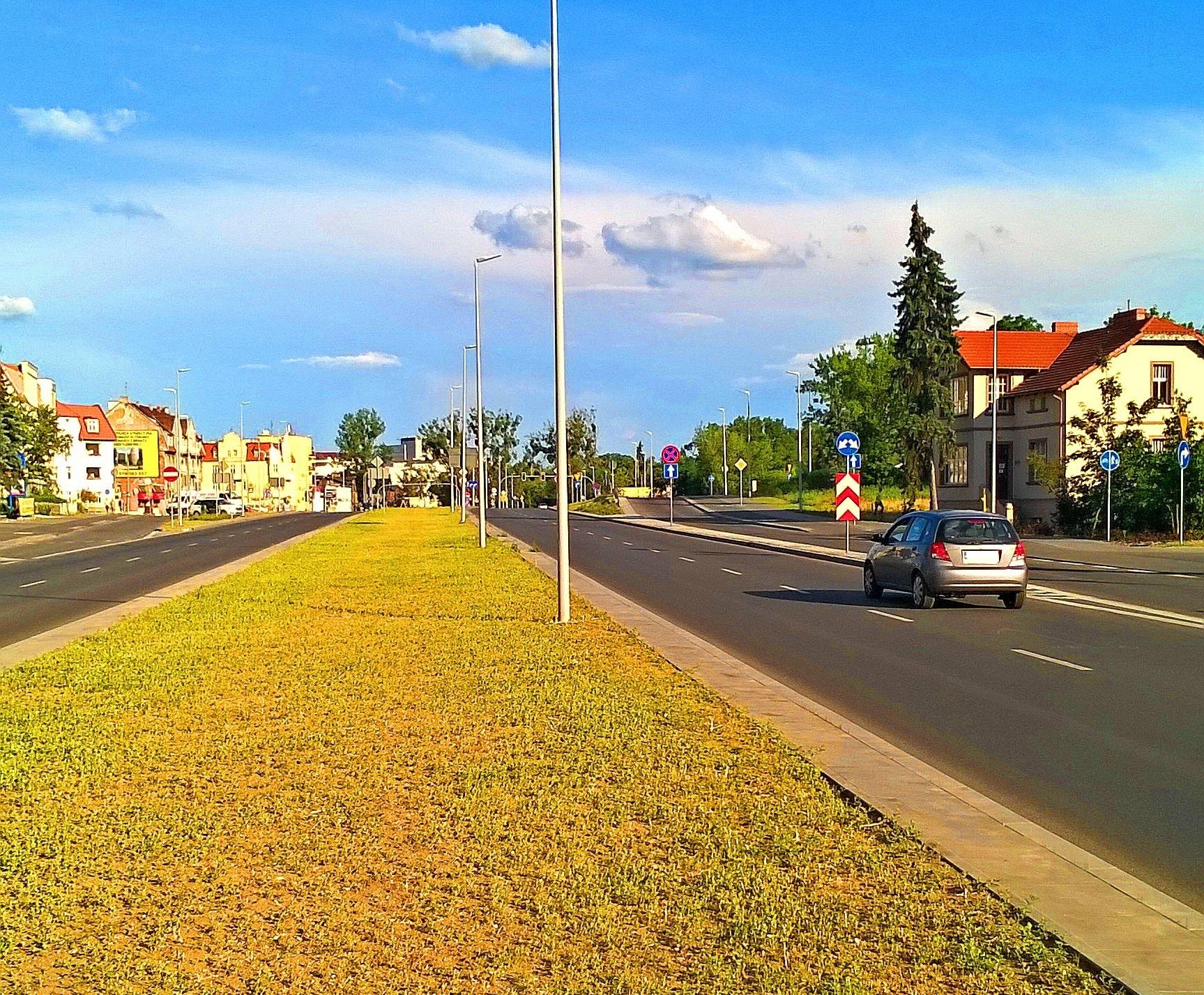
Pas zieleni na Trasie Staromostowej zarezerwowany na przyszłe torowisko tramwajowe prowadzące na Jar (stan z września 2017 roku)

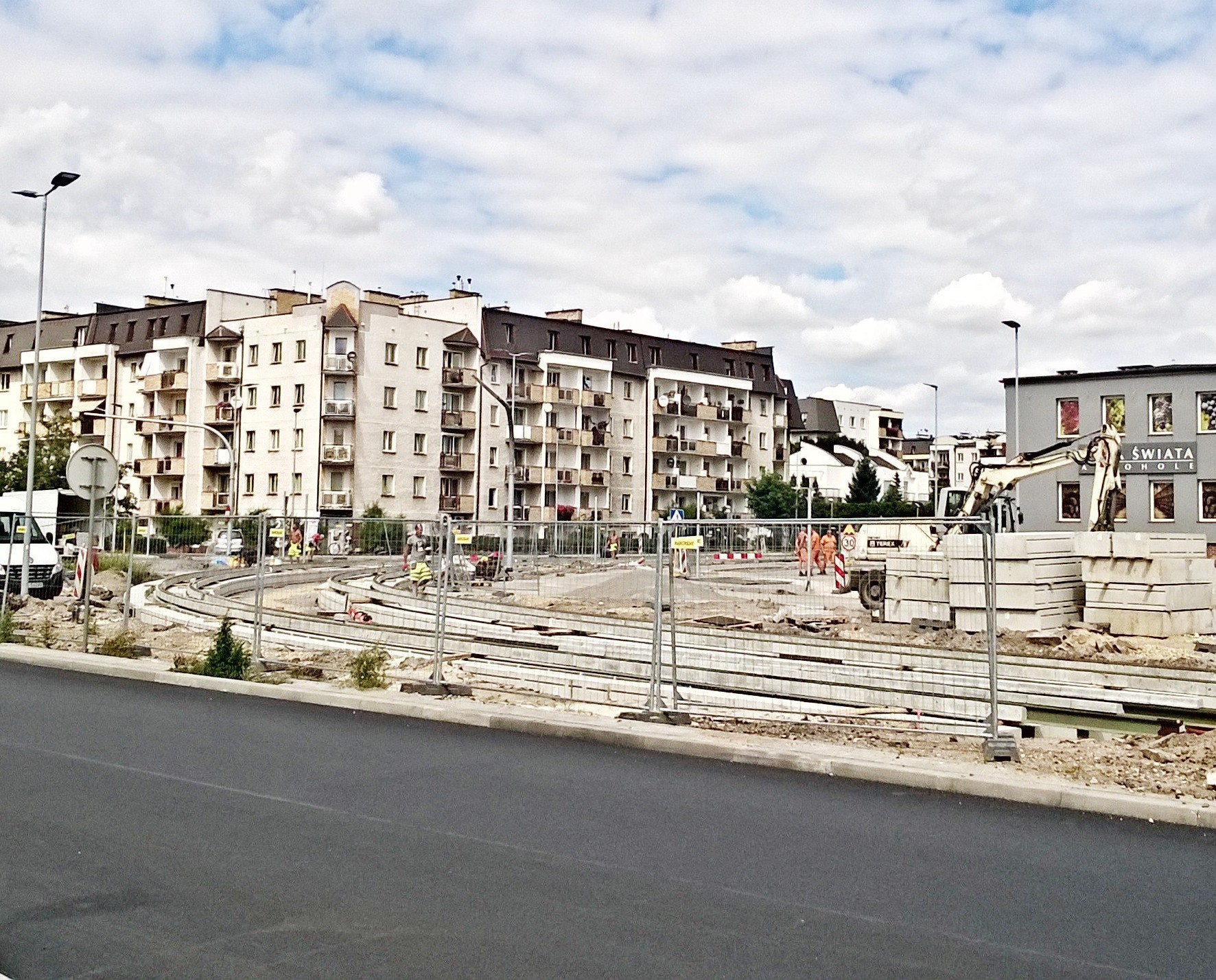
Budowa linii tramwajowej na Jar, stan z lipca 2018 roku

Po II wojnie światowej, w wyniku złego stanu torowisk, ruch tramwajowy na pewien okres zawieszono. Komunikację szynową udało się przywrócić dopiero 1 maja 1945 roku. Wojnę przetrwało 16 z 19 wozów silnikowych, a także 14 doczep. Początkowo rozbudowa taboru odbywała się drogą pozyskiwania starych pojazdów z innych miast (najstarsze z nich z 1901 roku, część z 1916 roku), mimo to załoga borykała się z trudnościami w utrzymaniu taboru liniowego. Okres 1945–1950, to wegetacja całego przedsiębiorstwa. Bywało, że na 55 posiadanych jednostkach w ruchu liniowym było 6 do 9 wozów. Wagony doczepne w tym okresie w ogóle nie kursowały.
Od 1954 roku następowała stopniowa poprawa nie tylko w komunikacji, ale i warunków pracy całej załogi przedsiębiorstwa. Nie zmienia to faktu, że pierwsze lata powojenne były szczególnie trudne dla toruńskiej komunikacji tramwajowej. Ciągle brakowało części zamiennych i innych materiałów potrzebnych do uzupełnienia zdewastowanych wozów. Wraz z odbudową zniszczonego mostu drogowego przez Wisłę przewidziano odbudowę linii tramwajowej do Dworca Toruń Główny. Uroczyste otwarcie mostu i linii nastąpiło w listopadzie 1950 roku (linię tramwajową otwarto 5 tygodni wcześniej). Od 1958 roku zaczęto uzupełniać tabor o nowe pojazdy z chorzowskiej firmy Konstal, ale również sprowadzano używane wozy, najczęściej z miast, w których likwidowano komunikację tramwajową (Słupsk, Inowrocław, Jelenia Góra i Olsztyn). Na koniec lat 50. długość torowisk wynosiła 17 km.
W okresie masowej likwidacji linii tramwajowych w Polsce, szczególnie tramwajów wąskotorowych, w Toruniu – na przekór panującym tendencjom – władze miejskie przystąpiły do modernizacji i budowy nowych torowisk, między innymi wybudowano dwutorową linię w ciągu ulicy Broniewskiego.
Pod koniec lat 60. podjęto decyzję o wyprowadzeniu ruchu tramwajowego ze Starego Miasta. Linia przed likwidacją biegła od placu Bankowego przez Łuk Cezara, ulicę Różaną, Rynek Staromiejski, następnie ulicą Szeroką, Królowej Jadwigi do Rynku Nowomiejskiego i dalej do placu św. Katarzyny. Na odcinku plac Bankowy – ul. Królowej Jadwigi torowisko było dwutorowe. Była ostatnią linią na terenie ścisłego centrum (Stare Miasto).
Początek lat 70. to dokończenie inwestycji zaczętych w minionym dziesięcioleciu, czyli likwidacja torowiska w ścisłym centrum (Stare Miasto), po wcześniejszym wybudowaniu tzw. małej obwodnicy staromiejskiej ulicami: Wały Generała Sikorskiego i Szumana. Kasacja spowodowała, że tramwaje zniknęły z historycznego średniowiecznego centrum Torunia, a tym samym Toruń dołączył do grona miast, które zawiesiły kursowanie tramwajów w zabytkowej części miasta. W Toruniu obyło się to bez protestów mieszkańców. Pod koniec lat 70. sieć ponownie się rozrosła – powstała nowa linia numer 6, która łączyła Dworzec Główny PKP z Zakładem Włókien Sztucznych „Elana”. W latach 1976–1980 w mieście funkcjonowały stare i nowe wersje wozów Konstalu, które stały się podstawą transportu w latach 70. i 80. XX wieku.
Lata 80. nie spowodowały zahamowania rozwoju sieci tramwajowej na terenie miasta, co prawda w 1984 roku zlikwidowano torowisko do dworca Toruń Główny i od tego czasu sieć tramwajowa znajduje się tylko w prawobrzeżnej części Torunia, ale już w 1986 roku przedłużono torowisko do osiedla Na Skarpie, w 1987 roku otwarto linię w ulicy Kraszewskiego i Czerwona Droga – była to ostatnia wybudowana linia tramwajowa w Toruniu do czasu uruchomienia linii na Bielany (2014 rok). Te dwie ostatnie duże inwestycje w sieć dobrze wpłynęły na cały układ komunikacyjny miasta, a długość torowisk zwiększyła się do 26 km.

### od 1989
Pierwsze lata przemian politycznych i gospodarczych były trudnym okresem dla toruńskich tramwajów. Podobnie jak w innych miastach Polski, zaczęła ona przeżywać regres. W 1991 roku zlikwidowano jednotorowe torowisko z centrum miasta do Dworca Toruń Północ. Tak duża (3 km) kasacja torowiska spowodowała, że sieć tramwajowa w mieście straciła na znaczeniu. Chełmińskie Przedmieście zostało pozbawione komunikacji tramwajowej. Zastąpiono ją komunikacją autobusową. 25 sierpnia 2023 roku uruchomiono linię tramwajową na Jar, przez co Chełmińskie Przedmieście ponownie uzyskało komunikację tramwajową.
Początek XXI wieku to odwrócenie tendencji marginalizowania transportu szynowego w mieście. Co prawda nastąpiło kolejne ograniczanie linii tramwajowej (30 grudnia 2004 roku zawieszono linię numer 5, łączącą Elanę z pętlą przy ul. Olimpijskiej), ale zaczęto poważnie myśleć o modernizacji i rozbudowie sieci. Przystąpiono do unowocześniania taboru tramwajowego, remontując stare 805Na. Chrzest pierwszego zmodernizowanego składu odbył się na terenie zajezdni tramwajowej w 2007 roku, przy udziale mieszkańców i władz miasta. Na koniec dekady wybrano ostateczny wariant przebiegu nowej trasy na Bielany i do miasteczka uniwersyteckiego.
Po roku 2010 kontynuowano modernizację starych wagonów 805Na i zaczęto remont lub przebudowę licznych torowisk w mieście, między innymi na ulicy Szumana i na placu Hoffmana. Rozpoczęto projektowanie nowego odcinka torowiska do miasteczka uniwersyteckiego i węzła przesiadkowego w alei Solidarności. Nastąpiła poprawa w infrastrukturze przystankowej, między innymi likwidacji uległ przystanek „Waryńskiego” (do tramwaju wchodziło się z ulicy), po wcześniejszym wybudowaniu nowego przystanku „Gołębia” już z platformą, a w zachodniej części miasta zmieniono nazwę dwóch przystanków – „Merinotex” na „Szosa Bydgoska” i „Stadion” na „plac Skalskiego” – oraz pętli tramwajowej „Merinotex Pętla” na „Motoarena”.
Kolejne zmiany w komunikacji tramwajowej przyniosła budowa nowego mostu drogowego im. Elżbiety Zawackiej i nowej Trasy Wschodniej. W ramach rozbudowy placu Daszyńskiego zostało zlikwidowane torowisko przy ulicy Wschodniej. 31 marca 2011 roku o godzinie 22.58 po raz ostatni przemierzył ulicę Wschodnią skład 213+214. Była to do dziś ostatnia likwidacja torowiska w Toruniu. Od 1 kwietnia 2011 roku tramwaje linii nr 4 dojeżdżały jedynie do pętli Wschodnia.
W marcu 2013 roku ruszyła budowa nowej linii tramwajowej na Bielany. Otwarto ją uroczyście przy udziale władz miasta, mieszkańców i gości w dniu Święta Torunia w czerwcu 2014 roku. Powstały trzy duże skrzyżowania tramwajowe (plac NOT, plac Teatralny i skrzyżowanie ulic Sienkiewicza, Broniewskiego i Bema), co pozwoliło na lepsze wykorzystanie torowisk do ruchu liniowego oraz pierwszy w historii Torunia węzeł przesiadkowy, który integruje komunikację tramwajową z autobusową. Od 25 czerwca 2014 roku zmieniono trasę linii numer 1, którą skierowano na nowe torowisko do miasteczka uniwersyteckiego przez węzeł przesiadkowy, a linię numer 3 z ulicy Uniwersyteckiej przekierowano na aleję Solidarności. Trasę linii numer 2 i 5 pozostawiono bez zmian, natomiast linię numer 4 zawieszono, a po czterech miesiącach przywrócono do ruchu liniowego, ale na zmienionej trasie.
Od października 2014 roku do czerwca 2015 roku – zgodnie z wcześniejszym zamówieniem Urzędu Miasta z Pesy – docierały sukcesywnie do Torunia niskopodłogowe składy Swing 122NbT w liczbie 12. Na początku 2015 roku podpisano kolejną umowę z Pesą na dostawę pięciu niskopodłogowych składów Swing, tym razem dwukierunkowych. Tramwaje te docierały do miasta sukcesywnie, a ostatni z nich dotarł do Torunia w grudniu 2015 roku.
7 października 2015 otwarto drugi węzeł przesiadkowy na placu 18 Stycznia.
W 2016 roku władze miasta przeprowadziły konsultacje społeczne dotyczące przebiegu dwóch nowych linii tramwajowych: do Wrzos (na osiedle Jar) i Rubinkowa. Do pierwszej z nich trasa została wytyczna ulicami, m.in.: Szosa Chełmińska, Długa i Legionów, natomiast w wyniku protestów mieszkańców Rubinkowa przebieg drugiej trasy nie został ustalony, a konsultacje w tej sprawie odroczono.
W styczniu 2017 roku rozpisano przetarg na projekt nowej linii tramwajowej na Jar, natomiast jego rozstrzygnięcie i podpisanie umowy ze zwycięską firmą miało miejsce na początku września tegoż roku. W kwietniu tego samego roku ogłoszono drugi przetarg, tym razem dotyczący przebudowy układu torowo-drogowego na ul. Wały gen. Sikorskiego i al. Jana Pawła II wraz z budową wydzielonego pasa tramwajowo–autobusowego, a także nowego, dwutorowego odcinka torowiska łączącego pl. Niepodległości z pl. Artylerii Polskiej. Przetarg ten został rozstrzygnięty w grudniu 2017 roku, a umowę ze zwycięską firmą podpisano 23 stycznia 2018 roku.
W lipcu w siedzibie Ministerstwa Rozwoju w Warszawie prezydent Torunia podpisał umowę o dofinansowanie projektu pn. „Poprawa funkcjonowania komunikacji miejskiej w Toruniu – Bit-City II” w wysokości prawie 200 milionów złotych. Projekt obejmował następujące zadania:
- Zadanie 1: Budowa linii tramwajowej wraz z infrastrukturą towarzyszącą do pętli tramwajowej przy ul. Heweliusza – etap I i II.
- Zadanie 2: Modernizacja torowiska wraz z siecią trakcyjną w ul. Bydgoskiej.
- Zadanie 3: Modernizacja torowiska tramwajowego wraz z siecią trakcyjną na trasie linii nr 1 i 5 od Pl. Daszyńskiego do ul. Ślaskiego.
- Zadanie 4: Modernizacja torowiska tramwajowego wraz z siecią trakcyjną na trasie linii nr 2 na odcinku od Placu Niepodległości dl ul. Reja z budową odwodnienia torowiska.
- Zadanie 5: Modernizacja torowiska tramwajowego wraz z siecią trakcyjną i układem drogowym na odcinku od Placu bp. Jana Chrapka do ul. Podgórnej.
- Zadanie 6: Zakup taboru tramwajowego niskopodłogowego (5 szt.).
- Zadanie 7: Zakup pojazdów technicznych.
- Zadanie 8: Zakup autobusów niskoemisyjnych (6 autobusów elektrycznych i 14 autobusów hybrydowych).

Również w ramach projektu BiT-City II powstał nowy węzeł przesiadkowy na pl. Rapackiego, zmieniono okoliczny układ torowo-drogowy w rejonie Chopina i zjazdu z mostu im. Józefa Piłsudskiego, stworzono pas dla tramwajów i autobusów na Wałach generała Sikorskiego. Inwestycja obfitowała również w budowę nowego odcinka torów tramwajowych prowadzących od pl. Artylerii do pl. Niepodległości.
W drugiej połowie 2021 roku rozpoczęto prace budowlane nad nowa linią prowadzącą na północ Torunia do osiedla Jar. Trasa miała biec przez Chełmińskie Przedmieście, Koniuchy, Wrzosy i osiedle Jar. Prace budowlane przebiegły zgodnie z terminem. Otwarcie linii nastąpiło 25 sierpnia 2023 roku. Nowa linia ma długość 6,5 km i jest najdłuższą wybudowaną linią od kilkudziesięciu lat w Toruniu (ponad 3 razy dłuższa niż niespełna 2-kilometrowa linia na Bielanach do Uniwersytetu). Na trasie znalazło się 27 platform przystankowych, w tym 14 zielonych przystanków. Tym samym liczba linii tramwajowych w Toruniu wzrosła w 2023 roku do 7.

## Pętle

### Czynne
| Nazwa       | Stara nazwa | Część urzędowa         | Rok otwarcia | Uwagi                     | Zdjęcie |
| ----------- | ----------- | ---------------------- | ------------ | ------------------------- | ------- |
| Motoarena   | Merinotex   | Bydgoskie Przedmieście | 1972         | Przebudowana w 2014 roku. |         |
| Elana       | Wierzbowa   | Katarzynka             | 1974         | –                         |         |
| Wschodnia   | –           | Rubinkowo              | 1980         | –                         |         |
| Olimpijska  | Na Skarpie  | Na Skarpie             | 1986         | Przebudowana w 2014 roku. |         |
| Uniwersytet | –           | Bielany                | 2014         | –                         |         |
| Heweliusza  | –           | Wrzosy/Osiedle Jar     | 2023         | –                         |         |

### Zlikwidowane
| Nazwa          | Osiedle                  | Rok likwidacji | Używana liniowo       | Powód likwidacji                                                                                    | Zdjęcie (Stan obecny) |
| -------------- | ------------------------ | -------------- | --------------------- | --------------------------------------------------------------------------------------------------- | --------------------- |
| Dworzec Główny | Stawki                   | 1984           | 1934–1939 i 1950–1984 | Zamknięto torowisko przez most drogowy im. Józefa Piłsudskiego z uwagi na większy ruch samochodowy. |                       |
| Ślaskiego      | Na Skarpie               | 1988           | 1981–1986             | Przedłużono torowisko do pętli Olimpijska.                                                          |                       |
| Dworzec Północ | Chełmińskie Przedmieście | 1991           | 1955–1991             | Zlikwidowano torowisko na Chełmińskim Przedmieściu.                                                 |                       |

### Zlikwidowane („końcówki”)
| Końcówka     | Część urzędowa Torunia   | Data likwidacji | Powód likwidacji                                                                |
| ------------ | ------------------------ | --------------- | ------------------------------------------------------------------------------- |
| Grudziądzka  | Mokre                    | 1917            | Przedłużenie torowiska do dworca Toruń Mokre (Wschodni).                        |
| Grunwaldzka  | Chełmińskie Przedmieście | 1927            | Przedłużenie torowiska do ulicy Wybickiego.                                     |
| Toruń Miasto | Jakubskie Przedmieście   | 1936            | Przedłużenie torowiska na Jakubskie Przedmieście (Rzeźnia, a później Gazownia). |
| Wybickiego   | Chełmińskie Przedmieście | 1955            | Przedłużenie torowiska do Dworca Toruń Północny.                                |
| Rzeźnia      | Jakubskie Przedmieście   | 1956            | Przedłużenie torowiska do budynków gazowni.                                     |
| Wrzosy       | Wrzosy                   | 1972            | Zlikwidowanie torowiska na Wrzosy.                                              |
| Gazownia     | Jakubskie Przedmieście   | 1974            | Przedłużenie torowiska do Elany przez ulicę Wschodnią.                          |
| Toruń Mokre  | Mokre                    | 1980            | Przedłużenie torowiska do ulicy Wschodniej.                                     |

## Plany na przyszłość

### Linia do nowej zajezdni na Starotoruńskim przedmieściu
W 2024 roku ogłoszono projekt nowej linii na zachód miasta. Będzie biegła od pętli Motoarena do nowej zajezdni tramwajowej, która powstanie pomiędzy sklepem budowlanym Castorama a lotniskiem. Nowa linia ma mieć długość ok. 1,7km (3500 metrów toru pojedynczego). Przez pierwsze ok. 100 metrów torowisko tramwajowe przebiegać będzie w pasie dzielącym jezdni ulicy Bydgoskiej w kierunku zachodnim, a następnie skręci w ul. Pera Jonsonna i będzie biegła wzdłuż tej ulicy w bezpośrednie otoczenie Motoareny Toruń. Następnie skręci na północny zachód i wzdłuż planowanej drogi wschód-zachód w ciągu ulicy Ignacego Łukasiewicza dotrze do nowej zajezdni. Na nowej trasie tramwajowej przewidziano budowę trzech przystanków tramwajowych.
Z planów wynika, że tak poprowadzona trasa mogłaby być dopiero pierwszym etapem budowy linii tramwajowej na zachód miasta, gdyż docelowo może ona zostać pociągnięta znacznie dalej – Ewentualne przedłużenie torowiska od nowej zajezdni do Portu Drzewnego (do ul. Starotoruńskiej) będzie realizowane w zależności od pozyskania dodatkowych środków w przyszłości.
Nowa zajezdnia tramwajowa ma zająć ok. 11,5 ha. Tuż przy granicy miasta powstanie hala naprawczo-warsztatowa z myjnią i tokarką podtorową mogącą pomieścić ok. 12 tramwajów ok. 30-metrowych. Projekt zakłada także budowę hali odstawczej na ok. 25 tramwajów ok. 30-metrowych, budynku obsługi zajezdni, stacji zasilania dla potrzeb nowej linii i zajezdni oraz miejsc postojowych dla pojazdów technicznych i obsługi zajezdni.Docelowo  po wybudowaniu nowej zajezdni tramwajowej na zachodnie miasta, z użytkowania ma zostać wyłączona obecna, historyczna zajezdnia przy Sienkiewicza.
Inwestycja warta 130 mln zł ma być realizowana w latach 2026–2029. W przyszłości obok nowej zajezdni tramwajowej ma zostać wybudowana także zajezdnia autobusowa.

### Linia tramwajowa łącząca Toruń z Bydgoszczą
Z pomysłem budowy linii tramwajowej między stolicami województwa wystąpił w 2013 roku marszałek województwa kujawsko-pomorskiego Piotr Całbecki. Tramwaj łączący oba miasta byłby elementem integracji obszaru metropolitalnego tychże miast. Zarówno w Bydgoszczy, jak i w Toruniu byłby on wpięty w obecną sieć tramwajową. Miałby to być typowy tramwaj z własnościami komunikacji miejskiej.

## Linie

### Linie dzienne
| Mapa | Numer | Od             | Do          | Data ostatniej zmiany trasy |
| ---- | ----- | -------------- | ----------- | --------------------------- |
|      | 1     | Olimpijska P&R | Uniwersytet | 2014                        |
|      | 2     | Elana          | Motoarena   | 1984                        |
|      | 3     | Motoarena      | Heweliusza  | 2023                        |
|      | 4     | Elana          | Uniwersytet | 2014                        |
|      | 5     | Olimpijska P&R | Motoarena   | 2011                        |
|      | 6     | Olimpijska P&R | Heweliusza  | 2023                        |
|      | 7     | Wschodnia      | Uniwersytet | 2023                        |

| Numer linii | Historia | Status       |
| ----------- | --- | ------------ |
| 1           | Jest pierwszą w historii linią tramwajową w mieście, powstała w 1891 roku. To jedyna linia, która pokonywała ul. Szeroką w samym środku centrum miasta i była ostatnią kursującą pod Łukiem Cezara. W latach 70. kursowała z Bydgoskiego Przedmieścia na Jakubskie, później przez ulicę Wschodnią do Elany (pętla „Wierzbowa”, obecnie „Elana”) W latach 80., po wybudowaniu pierwszego odcinka torów Na Skarpę, dojeżdżała do pętli „Ślaskiego”, a później aż do pętli „Olimpijska” (1986 rok). Jej obecna trasa obowiązuje od 25 czerwca 2014 roku. Po otwarciu nowego torowiska tramwajowego na Bielany łączy pętlę „Olimpijska” z nowo wybudowaną pętlą „Uniwersytet”. | Czynna       |
| 1R          | Była to modyfikacja linii numer 1, polegająca na skróceniu części kursów do pętli ulicznej „Reja”. Kursowała kilka lat. Swoje ostatnie kursy wykonywała w 2011 roku. | Zlikwidowana |
| 2           | Powstała w 1904 roku i pierwotnie połączyła centrum z gminą (wieś) Mokre. Jest jedną z trzech, które pokonywały trasę w Zespole Staromiejskim. Od 1987 roku jeździ nieprzerwanie na trasie „Elana” – „Merinotex”, obecnie „Motoarena”. | Czynna       |
| 2W          | Była to modyfikacja linii numer 2, polegająca na skróceniu części kursów do pętli „Wschodnia”. Kursowała kilka lat. Na początku 2007 roku została zlikwidowana. | Zlikwidowana |
| 3           | Powstała w 1906 roku i była trzecią linią tramwajową w mieście. Kursowała pierwotnie z centrum miasta na Chełmińskie Przedmieście, później Bydgoskie Przedmieście – Chełmińskie Przedmieście. Jest jedną z trzech linii, które pokonywały trasę w Zespole Staromiejskim. W 1956 roku, po wybudowaniu drugiego toru przy ulicy Kujawskiej, łączyła przez okres ok. 5 lat dwa toruńskie Dworce: Toruń Główny z Toruniem Północnym. Przed likwidacją, która nastąpiła w 1991 roku, kursowała od pętli „Toruń Północny” do pętli ulicznej „Reja”. Była jedyną północną linią tramwajową. Do 1972 roku kursowała aż do Wrzos. Od 1991 do 2007 roku linii tej nie było w rozkładzie jazdy. Wróciła po 16 latach, ale jako linia „szczytowa”, a tramwaje tej linii kursowały na trasie: „Elana” – „Reja”, później „Motoarena”. Ostatnią trasą „trójki” były kursy od pętli „Wschodnia” do pętli ulicznej „Reja” przez aleję Solidarności. 1 września 2023 roku linia została przywrócona na nowej trasie z pętli „Heweliusza” do pętli „Motoarena” przez Bydgoskie Przedmieście. | Czynna       |
| 3bis        | Była to modyfikacja linii numer 3, kursowała w latach 1955–1972 na odcinku Toruń Północny – ul. Lisia | Zlikwidowana |
| 4           | Powstała w 1934 roku i pierwotnie łączyła plac Bankowy z Dworcem Toruń Główny. Przechodziła kilka modyfikacji. Jest jedną z czterech linii, które pokonywały most im. Piłsudskiego na Wiśle i ostatnią, która wykonywała kursy do dworca Toruń Główny. Po 1984 roku została skierowana przez ulicę Uniwersytecką do pętli „Ślaskiego”, później do pętli „Olimpijska”. W takiej formie „czwórka” kursowała do 2007 roku. W 2011 roku, po likwidacji torowiska przy ulicy Wschodniej, linia po 27 latach przestała kursować na Skarpę. 25 czerwca 2014 roku została zawieszona. Wróciła na trasę po czteromiesięcznej przerwie. Kursuje na trasie: „Uniwersytet” – „Elana”. | Czynna       |
| 5           | Powstała w 1973 roku po oddaniu nowego torowiska do Merinotexu i połączyła nowo wybudowaną pętlę z Jakubskim Przedmieściem. W latach 90. linia kursowała od pętli „Olimpijska” do pętli „Elana”. Od 2004 do 2011 roku była zawieszona. Dziś jest czynną linią tramwajową, obsługuje trasę od pętli „Olimpijska P&R” do pętli „Motoarena” przez Bydgoskie Przedmieście. | Czynna       |
| 6           | Powstała w 1976 roku w dwa lata po wybudowaniu torowiska do Elany i łączyła tereny przemysłowe z dworcem Toruń Główny. Pokonywała most im. Piłsudskiego na Wiśle. Zlikwidowano ją w 1980 roku. W 2023 roku linia została otwarta na nowej trasie z osiedla Jar na pętlę „Olimpijska ”. | Czynna       |
| 7           | Linia powstała w 2022 roku. Była linią okrężną, kursowała z pętli „Motoarena” przez Bydgoskie Przedmieście i z powrotem. Od 2023 roku linia kursuje z Uniwersytetu do pętli „Wschodnia”. Linia ta jest linią szczytową i kursuje od poniedziałku do piątku. | Czynna       |

### Linie nocne
| Numer linii | Historia | Status       |
| ----------- | --- | ------------ |
| 1N          | Kursuje od pętli Olimpijska do pętli Uniwersytet przez węzeł przesiadkowy w alei Solidarności. Kursy wykonywane są przez cały tydzień (noc), a także w weekendy i święta. Przed otwarciem torowiska na Bielany tramwaje tej linii jeździły między pętlą uliczną „Reja”, a pętlą „Olimpijska”. | Zlikwidowana |
| 2N          | Kursowała na przełomie lat 50. i 60. na trasie Bydgoskie Przedmieście – Toruń Mokre, teraz Wschodni. | Zlikwidowana |
| 3N          | Linię uruchomiono 1 stycznia 2015 roku. Jest piątą linią tramwajową nocną w historii MZK. Kursuje na trasie: „Motoarena” – „Elana” przez Bydgoskie Przedmieście i węzeł przesiadkowy w alei Solidarności.                                                                                     | Zlikwidowana |
| 4N          | Kursowała w końcówce lat 60. i w 1978 roku na trasie: Toruń Główny – Toruń Północny. Jest jedną z czterech linii, które pokonywały most im. Piłsudskiego na Wiśle. | Zlikwidowana |
| 33N         | Kursowała od 1979 roku pierwotnie na trasie pętla uliczna „Reja” – „Wschodnia”, później – do pętli „Ślaskiego”. Zlikwidowana po kilku latach. | Zlikwidowana |

### Linia turystyczna
| Numer linii | Historia | Status |
| ----------- | --- | ------ |
| Turystyczna | Linia turystyczna powstała w 1993 roku i obsługiwana jest przez jedyny w taborze MZK wagon turystyczny („zabytkowy”) przerobiony z tramwaju typu N. Linia nie ma przyporządkowanej numeracji (choć najczęściej była oznaczona numerem 1) ani stałem trasy. Kursuje ona w okresie wakacyjnym (weekendy). | Czynna |

## Tabor

### Wagony liniowe
| Zdjęcie | Typ             | Liczba | Początek eksploatacji | Uwagi |
| ------- | --------------- | ------ | --------------------- | ----- |
|         | 122NaT Swing    | 5      | 2022                  |       |
|         | 122NbTDuo Swing | 5      | 2015                  |       |
|         | 121NbT Swing    | 6      | 2015                  |       |
|         | 122NbT Swing    | 6      | 2014                  |       |
|         | 805NaND         | 18     | 1980                  |       |
|         | 805Na           | 21     | 1980                  |       |

### Wagony zmodernizowane
Modernizacja i przebudowa wagonów
| Rok produkcji (dostawa) | Numer wagonu 805Na | Data remontu         |  | Rok produkcji (dostawa) | Numer wagonu 805NaND | Data przebudowy  |
| ----------------------- | ------------------ | -------------------- |  | ----------------------- | -------------------- | ---------------- |
| 1979                    | 212                | 31 sierpnia 1997     |  | 1980                    | 213-214              | 22 września 2007 |
| 1980                    | 218                | 31 sierpnia 1997     |  | 1982                    | 228                  | 22 września 2008 |
| 1980                    | 222                | 12 sierpnia 2003     |  | 1982                    | 229                  | 22 września 2008 |
| 1980                    | 224                | 7 stycznia 1998      |  | 1982                    | 230-231              | 15 września 2009 |
| 1980                    | 226                | 25 marca 2002        |  | 1983                    | 232-233              | 25 czerwca 2010  |
| 1981                    | 227                | 25 maja 2000         |  | 1983                    | 238                  |                  |
| 1982                    | 228-228            | 4 czerwca 1998       |  | 1983                    | 239                  |                  |
| 1983                    | 235                | 19 maja 2000         |  | 1983                    | 238                  |                  |
| 1983                    | 242-243            | 9 września 1999      |  | 1983                    | 239                  |                  |
| 1984                    | 252-253            | 5 listopada 1998     |  | 1983                    | 240                  |                  |
| 1986                    | 256-257            | 8 kwietnia 1999      |  | 1983                    | 241                  |                  |
| 1987                    | 226-263            | 6 grudnia 2002       |  | 1984                    | 244                  |                  |
| 1990                    | 268-269            | 31 maja 2001         |  | 1984                    | 245                  |                  |
| 1990                    | 270                | 8 marca 1999         |  | 1987                    | 258-249              |                  |
| 1990                    | 271                | 15 października 2000 |  | 1987                    | 264-265              |                  |

## Patroni toruńskich tramwajów

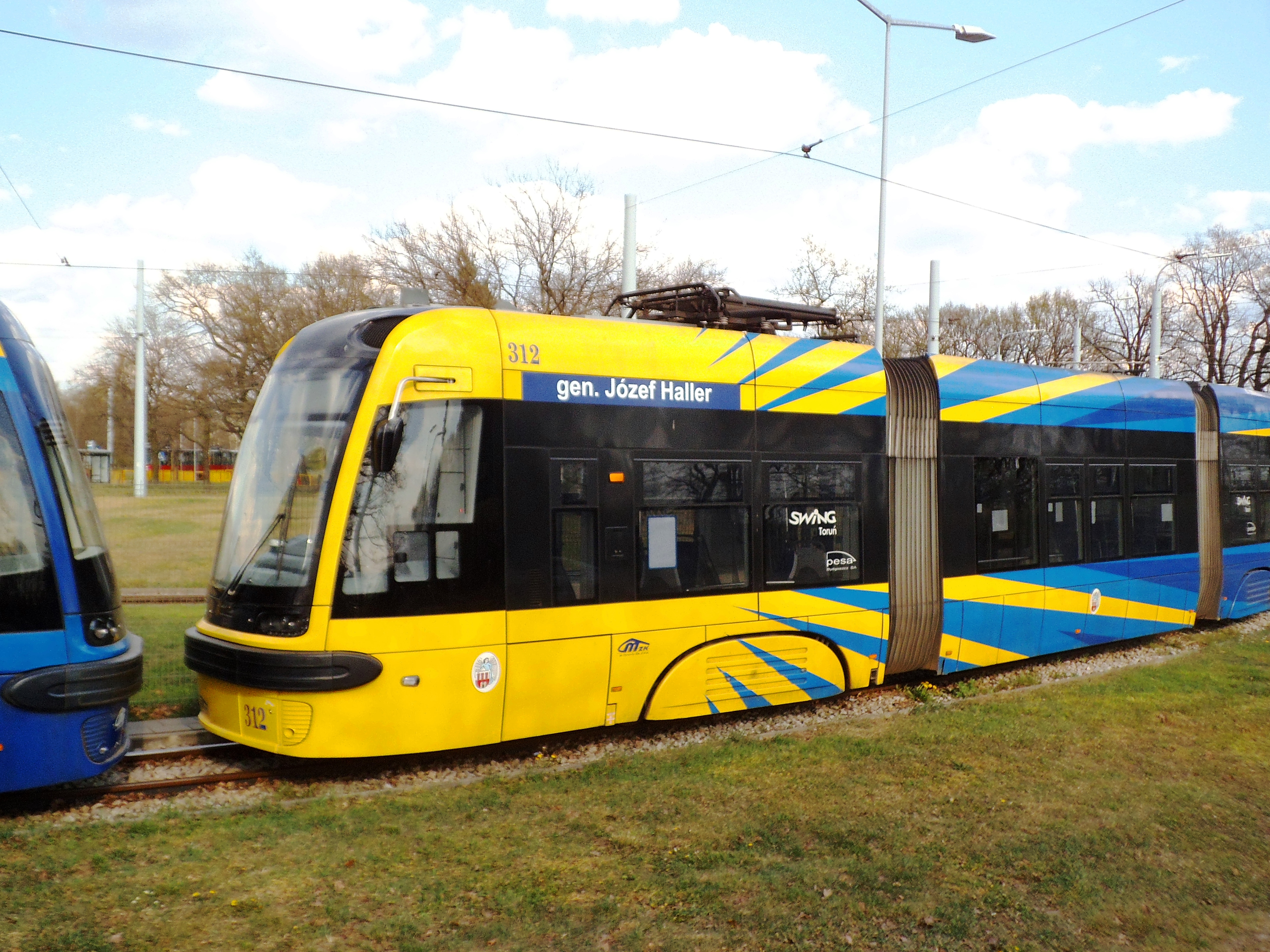
Tramwaj nazwany imieniem gen. Józefa Hallera

W styczniu 2020 roku władze MZK w ramach obchodów 100-lecia powrotu Torunia do wolnej Polski nazwały siedem tramwajów (Pesa Swing i Pesa Swing Duo) imionami twórców toruńskiej niepodległości. Do lutego 2022 roku patronami tramwajów toruńskich byli:

- Antoni Bolt
- Grzegorz Ciechowski
- prof. Władysław Dziewulski
- Tony Halik
- gen. Józef Haller
- prof. Wilhelmina Iwanowska
- prof. Ludwik Kolankowski
- Mikołaj Kopernik
- Samuel Bogumił Linde
- Stefan Łaszewski
- prof. Tymon Niesiołowski
- Helena Piskorska
- Władysław Raczkiewicz
- Marian Rose
- Jakub Kazimierz Rubinkowski
- Helena Steinbornowa
- Otton Steinborn
- płk Stanisław Skrzyński
- Władysław Szuman
- Łukasz Watzenrode
- gen. Elżbieta Zawacka
- prof. Maria Znamierowska-Prüfferowa